# استان کوندره
استان کوندره (به لاتین: Koundara Prefecture) یک منطقهٔ مسکونی در گینه است که در ناحیه بوکه واقع شده‌است. استان کوندره ۵٬۲۳۸ کیلومتر مربع مساحت و ۱۳۰٬۲۰۵ نفر جمعیت دارد.